# Stambolovo, Veliko Tărnovo
Stambolovo (în bulgară Стамболово) este un sat în comuna Pavlikeni, regiunea Veliko Tărnovo,  Bulgaria. 

## Demografie
Componența etnică a satului Stambolovo
     Turci (28,78%)
     Nicio identificare (20,83%)
     Bulgari (50,37%)
     Romi (0%)
La recensământul din 2011, populația satului Stambolovo era de 792 locuitori. Din punct de vedere etnic, majoritatea locuitorilor (50,37%) erau bulgari, cu o minoritate de turci (28,78%). Pentru 20,83% din locuitori nu este cunoscută apartenența etnică.